# Neotoma magister
Neotoma magister là một loài động vật có vú trong họ Cricetidae, bộ Gặm nhấm. Loài này được Baird mô tả năm 1857.

## Hình ảnh

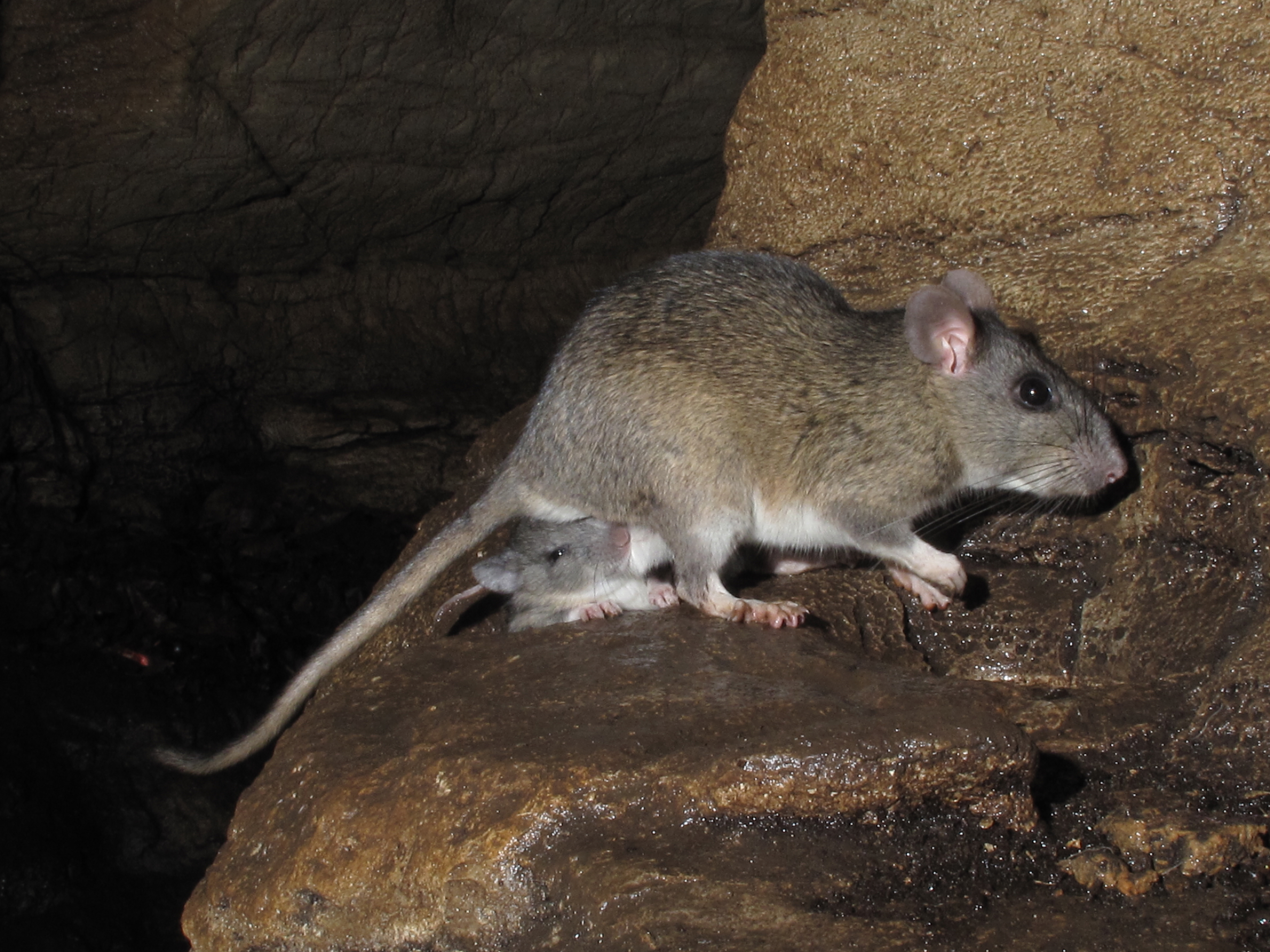